# Les Hiboux pleurent vraiment

Les Hiboux pleurent vraiment (titre original : Owls Do Cry) est le premier roman de l'écrivaine néo-zélandaise Janet Frame.
Paru en 1957 et publié pour la première fois en France en 1984 sous le titre La chambre close, Les Hiboux pleurent vraiment est un roman d'inspiration autobiographique qui entremêle les destins des quatre enfants de la famille Withers : Francie, Daphné, Toby et « Chicks » et de leurs parents, Bob et Amy Withers.
Le titre fait référence à un extrait de La Tempête de William Shakespeare (V, 1) :

« Je suce la fleur que suce l'abeille ;

J'habite le calice d'une primevère ;

Et là je me repose quand les hiboux pleurent.

Monté sur le dos de la chauve-souris, je vole

Gaiement après l'été. »

## Résumé
Le roman est construit en deux parties auxquelles s’ajoute un épilogue :
Partie 1 – Le trésorA Waimaru, les Withers composent une famille très pauvre constituée de Bob, le père autoritaire ; Amy, la mère soumise et rêveuse ; et leurs quatre enfants : Francie, Daphné, Toby et Teresa « Chicks ». Au début du roman, Francie est retirée de l’école et doit commencer à travailler. Ses frère et sœurs l’observent sortir peu à peu de l’enfance, jusqu’à ce qu’un accident tragique coûte la vie à la jeune Francie.
Partie 2 – Vingt ans aprèsLe roman suit, par une narration subjective, le destin des trois enfants restants, devenus adultes. Toby, sujet à des crises d’épilepsie, est resté chez ses parents et a laissé la femme qu’il aimait en épouser un autre. Il est obsédé par l’idée de gagner de l’argent et associe ses parents à son entreprise. Teresa, dite « Chicks » est devenue une femme superficielle et matérialiste qui a coupé tous les ponts avec sa famille. Elle s’apprête toutefois à revenir habiter dans sa ville natale. Daphné a fini dans un hôpital psychiatrique où son état s’aggrave au fil des mois jusqu’à ce qu’une lobotomie soit programmée.
Épilogue - Quelqu’un qu’on connait ?Un couple, le samedi. Le mari, directeur du moulin où Francie aurait dû travailler, passe le journal à son épouse. On apprend de manière indirecte le destin des principaux personnages. La femme que Toby voulait épouser s’est suicidée après avoir découvert que son mari détournait de l’argent. Teresa a été tuée par Timothy, son époux, d’une balle dans la tête. Toby est arrêté et condamné pour vagabondage. Daphne, après son opération, a obtenu du travail au moulin.  Bob Withers finit ses jours en maison de retraite, sourd et abandonné.

## Aperçu critique
Le roman est rythmé par des chansons, berceuses et comptines enfantines qu’Amy Withers chantait à ses enfants et que chacun d’eux se remémore tout au long du livre.
Janet Frame explique dans son autobiographie : 
« La peinture d’un grand trésor au milieu de la tristesse et du gâchis me hantait et j’ai commencé à réfléchir à un roman sur l’enfance, la maison, l’hôpital. Les gens qui m’entouraient ont constitué la base des principaux personnages et j’ai créé les personnages secondaires. J’ai voulu faire de Daphné une personne sensible, poétique, frêle qui, je l’espère, donnerait une profondeur aux mondes intérieurs et peut-être une perception plus claire, personnelle en tout cas, des mondes extérieurs. Les autres personnages, également de fiction, ont servi d’illustration aux différents aspects de mon “message” : le point de vue excessivement matériel de Chicks, la confusion de Toby, la constitution terrestre de Francie, et les parents travailleurs, très proches de mes propres parents. »
Jean-Pierre Durix relève : 
« Dès Les hiboux pleurent vraiment, l'écrivain se démarque de la tradition réaliste en entrecroisant les voix d'enfants appartenant à la même famille. Dans ce récit où prédomine l'étonnement candide face aux angoisses et aux merveilles que recèle la vie, l'intrigue progresse autant par association d'idées ou d'images que de manière linéaire. Appréhendés par l'imaginaire enfantin, les mots possèdent leur dynamique propre. Le vocabulaire ordinaire s'en trouve comme recréé. »